# ألبرت بيير بوينت
ألبرت بيير بوينت (بالإنجليزية: Albert Pierrepoint)‏ (و. 1905 – 1992 م) هو منفذ الاعدام من المملكة المتحدة، والمملكة المتحدة لبريطانيا العظمى وأيرلندا، ولد في Clayton, West Yorkshire ‏، توفي في ساوثبورت ‏، عن عمر يناهز 87 عاماً ، بسبب سرطان.

## وصلات خارجية
- ألبرت بيير بوينت في قاعدة بيانات الأفلام على الإنترنت